# 25e cérémonie des Lumières
La 25e cérémonie des Lumières de la presse internationale, organisée par l'Académie des Lumières, s'est déroulée le 27 janvier 2020 à l'Olympia, à Paris, récompensant les films français sortis en 2019.
Le 6 novembre 2019, l’Académie des Lumières annonce qu’à l’occasion de ses 25 ans, la Cérémonie des Lumières sera diffusée pour la première fois de son histoire sur Canal+ le 27 janvier 2020 .
Le 27 novembre 2019, l’Académie des Lumières annonce que la 25e Cérémonie des Lumières sera présentée par Isabelle Giordano, ex-présidente d'Unifrance. 
Le film Les Misérables de Ladj Ly remporte trois prix : meilleur film,  meilleur scénario et meilleur espoir masculin pour Alexis Manenti. Roman Polanski remporte le  prix de la meilleure mise en scène pour J'accuse,.

## Palmarès

### Meilleur film
- Les Misérables de Ladj Ly
  - Grâce à Dieu de François Ozon
  - J'accuse de Roman Polanski
  - Portrait de la jeune fille en feu de Céline Sciamma
  - Roubaix, une lumière de Arnaud Desplechin

### Meilleure mise en scène
- Roman Polanski pour J'accuse
  - Jérémy Clapin pour J'ai perdu mon corps
  - Arnaud Desplechin pour Roubaix, une lumière
  - Ladj Ly pour Les Misérables
  - Céline Sciamma pour Portrait de la jeune fille en feu

### Meilleure actrice
- Noémie Merlant pour Portrait de la jeune fille en feu
  - Fanny Ardant pour La Belle Époque
  - Anaïs Demoustier pour Alice et le Maire
  - Eva Green pour Proxima
  - Karin Viard pour Chanson douce

### Meilleur acteur
- Roschdy Zem pour  Roubaix, une lumière
  - Swann Arlaud pour Grâce à Dieu
  - Daniel Auteuil pour La Belle Époque
  - Jean Dujardin pour J'accuse
  - Fabrice Luchini pour Alice et le Maire

### Meilleur scénario
- Ladj Ly, Giordano Gederlini et Alexis Manenti pour Les Misérables
  - Nicolas Bedos pour La Belle Époque
  - François Ozon pour Grâce à Dieu
  - Nicolas Pariser pour Alice et le Maire
  - Robert Harris et Roman Polanski pour J'accuse

### Révélation féminine
- Nina Meurisse pour Camille
  - Céleste Brunnquell pour Les Éblouis
  - Mina Farid pour Une fille facile 
  - Lise Leplat Prudhomme pour Jeanne
  - Mame Sané pour Atlantique

### Révélation masculine
- Alexis Manenti pour Les Misérables
  - Thomas Daloz pour Les Particules
  - Tom Mercier pour Synonymes
  - Issa Perica pour Les Misérables
  - Thimotée Robart pour Vif-Argent

### Meilleur premier film
- Nevada de Laure de Clermont-Tonnerre
  - Atlantique de Mati Diop
  - Une intime conviction de Antoine Raimbault
  - Les Misérables de Ladj Ly
  - Perdrix de Erwan Le Duc

### Meilleure coproduction internationale
- It Must Be Heaven de Elia Suleiman
  - Bacurau de Kleber Mendonça Filho et Juliano Dornelles
  - Le Jeune Ahmed des frères Dardenne
  - Lola vers la mer de Laurent Micheli
  - Papicha de Mounia Meddour

### Meilleur documentaire
- M de Yolande Zauberman
  - Être vivant et le savoir de Alain Cavalier
  - Lourdes de Thierry Demaizière et Alban Teurlai
  - Ne croyez surtout pas que je hurle de Frank Beauvais
  - 68, mon père et les clous de Samuel Bigiaoui

### Meilleur film d'animation
- J'ai perdu mon corps de Jérémy Clapin
  - La Fameuse Invasion des ours en Sicile de Lorenzo Mattotti
  - Funan de Denis Do
  - Les Hirondelles de Kaboul de Zabou Breitman et Éléa Gobbé-Mévellec
  - Wardi de Mats Grorud (en)

### Meilleure image
- Claire Mathon pour Portrait de la jeune fille en feu
  - Manuel Dacosse pour Grâce à Dieu
  - Paweł Edelman pour J'accuse
  - Irina Lubtchansky pour  Roubaix, une lumière
  - Julien Poupard pour Les Misérables

### Meilleure musique
- Alexandre Desplat pour  Adults in the Room
  - Fatima Al Qadiri pour Atlantique
  - Christophe pour Jeanne
  - Evgueni Galperine et Sacha Galperine pour Grâce à Dieu
  - Dan Levy pour J'ai perdu mon corps

### Lumière d'honneur
- Costa-Gavras
- Roberto Benigni